# レールパワーRP20BD形ディーゼル機関車
レールパワーRP20BDは、レールパワー・テクノロジーズ製の入換用電気式ディーゼル機関車である。車軸配置はB-B、車体形状はロード・スイッチャー。本項では車軸配置をC-CとしたRP20CD、さらに出力を増大したRP27CDについても述べる。

## 解説
従来の他社製ディーゼル機関車が大型のディーゼルエンジンを1基搭載していたのに対して、本形式は環境負荷を減らしたドイツ社(en)製の小型ディーゼルエンジン(TCG2015型)と発電機と組み合わせたものを3基搭載していることが最大の特徴である。出力合計は2,000馬力(1,500kW)。
レールパワー社によれば、このエンジンを採用し、必要に応じて使用しないエンジンを停止することにより、燃費を20-35%改善、窒素酸化物と粒子状物質(PM)を80-90%低減、EPA規制パート92適合、厳しい基準で知られるカリフォルニア州大気資源局が定める「機関車の超低公害排出ガス基準」に適合するほか、粘着牽引力の増大、メンテナンスの省力化も図れるとしている。

## 車体
完全なる新製ではなく、老朽車両のリビルドで製造する。種車から流用するのは、台枠、台車、駆動用モーター、連結器、砂撒器など、いわゆる下回りであり、フードなどは新製する。運転室は、流用することも、新製することも可能である。
種車はEMDのGP38またはGEのB23-7以上長さのプラットフォームを持つ機関車である。試作車はカナディアン・ナショナル鉄道のGP40-2であり、その後、GP30、GP35、GP40、GP50から改造されている。2007年よりGP9やGP15のような、もう少し全長の短い機関車からのリビルドも可能になる予定である。
種車もさまざま、発注者もさまざまであることから、それぞれの車両に微妙な形態の差異があるものがある。

## 新製時の所有者
| 鉄道                               | 両数 | ロードナンバー | 備考 |
| ---------------------------------- | ---- | -------------- | ---- |
| BNSF鉄道                           | 5    |                |      |
| ノーフォーク・サザン鉄道(NS)       | 2    |                |      |
| レールパワー・テクノロジーズ(PPRX) | 6    |                |      |
| ユニオン・パシフィック鉄道(UP)     | 98   |                |      |
| 合計                               | 111  |                |      |

## RP20CD・RP27CD
2008年から製造されている形式で、両形式ともRP20BDの車軸配置をC-Cとしたものである。改造種車はGP40である。
RP27CDは、さらに発電セットを1組増加して計4組とし、出力を2,700馬力(2,000kW)としている。RP20CDも、発電セットを1組増加すればRP27CDにアップグレードすることができる。